# ادبیات ارمنی
ادبیات ارمنی یکی از قدیمی‌ترین و غنی‌ترین ادبیات جهان است. موسس خورناتسی «پدر تاریخ‌نگاری ارمنیان» در سده پنجم میلادی در مورد ادبیات ارمنی پیش از سده پنجم اطلاعات بسیار پرارزشی به ما می‌دهد. بنا به اطلاعات خورناتسی کتاب‌های متعدد معابد بت‌پرستی، کتاب‌های حکایات، قباله‌های منعقده بین شاهزادگان مختلف و غیره وجود داشته‌اند.
فولکلور مردمی نیز در آن دوران ترقی کرده بود. معلوم است که حتی قبل، در زمان تیگران دوم، در پایتخت‌های تیگراناکرت و آرتاشات غیر از نمایش‌های یونانی نمایش‌هایی نیز به زبان ارمنی اجرا می‌شد. لیکن بجز از این و چند گواهی دیگر، بزرگترین پدیده زبان ادبی قدیمی ارمنی یعنی (ارمنی کلاسیک)، گرابار است که با توانگری، کم اهمیت تر از زبان یونانی باستان نیست. در سده پنجم کتاب مقدس و کتاب‌های متعدد دیگر به‌طور صحیح از یونانی به ارمنی کلاسیک ترجمه شدند.
با ابداع الفبای ارمنی و سپس برگردان انجیل به این زبان توسعه ادبیات ارمنی آغاز گشت.
از نخستین آثار برجسته ادب ارمنی می‌توان به پهلوان نامه منظومی به نام داوید ساسونی اشاره نمود. این حماسه، داستان پیکار یک پهلوان ارمنی با سلطه اعراب برای رهایی مردم ارمنستان است. سپس ترجمهٔ برخی ار کتب ارسطو، و آنگاه داستان اسکندر و بعد هم نوشتن کتاب «تاریخ ارمنستان» که این کتاب را موسس خورناتسی نوشته و به زبان‌های فرانسوی و آلمانی و انگلیسی نیز ترجمه شده‌است.
غزل‌سرودهای دینی از سده پنجم نقشی مهمی در ادب ارمنی پیدا نمود که بیشتر در آیین‌های مذهبی بکار می‌رفت. نقطه اوج این گونه ادبی اثر عرفانی گریگور نارِکاتسی به نام «سوگنامه نارک» است که در سده دهم زایشی نگاشته شده‌است. این شاهکار نارِک یکی از پرخواننده‌ترین اثر نزد ارمنیان تا به امروز است. سوگنامه نارک از سوی آزاد ماتیان به فارسی نیز ترجمه گشته است.
با آمدن سده دوازدهم سخن ارمنی شاهد برامیدن یکی دیگر از غنایی سرایان خود یعنی نرسس شنورهالی بود. این جاثلیق سوگنامه‌ای در سقوط اِدِسا و سرودهایی «شاراکان‌ها» از خود بجا نهاد. دوره این دو سراینده برجسته یعنی سده‌های ده تا چهارده میلادی را دوره زرین ادبیات ارمنی نام نهاده‌اند.

## ابداع حروف ارمنی
به گواهی یک صدای مورخین قدیمی ارمنی، وقتی که ساهاک پارتو و مسروپ ماشتوتس به پادشاه ورامشاپوه برای داشتن حروف و ادبیات ارمنی مراجعه می‌کنند و می‌خواهند که نظر او را نیز جویا شوند، پادشاه به آن‌ها پاسخ می‌دهد که خود آگاهی یافته‌است که پیش اسقفی به نام «دانیل» حروف ارمنی وجود دارند و بلافاصله یکی از نزدیکان درباریش به نام «واهریج» را به نزد دانیل می‌فرستند تا حروف را بیاورد.

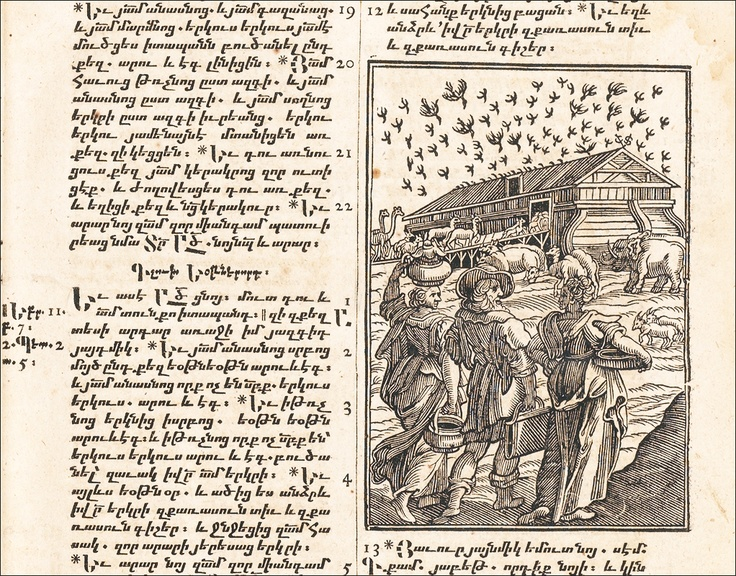
اولین کتاب مقدس به زبان ارمنی

خورناتسی او را شخصی محترم و آرزومند انجام چنین کاری (یعنی ایجاد و خلق حروف) نامیده و شرح زیر را ارائه کرده‌است: 
«واهریچ به نزد دانیل رفته و حروفی را که از مدت‌ها قبل پیدا شده بود، با خود آورده و به ساهاک و مسروپ داد. آن‌ها خود با یادگیری و آموختن آن‌ها به چند پسر بچه، متوجه شدند که این حروف برای بیان تمام هجاهای ارمنی کافی نبودند. بدین تربیت مشخص می‌شود که حروفی که از مدت‌ها قبل پیدا شده و نزد دانیل بودند یعنی حروفی که احتمالاً در زمان‌های مهرپرستی مورد استفاده ارمنیان قرار می‌گرفتند، دیگر کهنه شده، ناقص و غیرقابل استفاده بودند.»

در آن زمان چنان‌که غازار پاربه‌تسی می‌نویسد: 
«به خواهش قلبی پادشاه ورامشاپوه، این مأموریت خطیر یعنی اختراع حروف ارمنی را مسروپ ماشتوتس بعهده می‌گیرد و پس از زحمات طاقت فرسا و تلاش فراوان موفق به انجام این امر تاریخی می‌گردد.»
اختراع الفبای ارمنی روحیه جدیدی به جامعه و متفکرین می‌بخشد. فعالیت پرشور و شدیدی در زمینه ابداع ادبی و ترجمه‌ها به عمل می‌آید. در مناطق گوناگون ارمنستان مدارس متعددی افتتاح می‌شوند و شاگردان فراوانی جمع می‌شوند تا با استفاده از حروف جدید، زبان ارمنی و نیز زبان‌های دیگر را فرا گیرند.

در فعالیت‌های شدیدی که در آموزش زبان و ادبیات ارمنی انجام می‌شوند بزرگترین نقش را مسروپ ماشتوتس بازی نمود. مؤسس خورناتسی در مورد وی بحق گفته‌است: 
«فکرش خالق، سخنانش درخشان، فعالیت‌هایش پرطاقت، عشق اش بی ریا و در آموزش خستگی ناپذیر بود و در اخلاق وی نه تکبر و نه چاپلوسی هیچ‌یک نتوانستند رخنه کنند. مطابق اطلاعات مورخین ارمنی، ماشتوتس همچنین در نواحی مرزی ارمنستان نیز به فعالیت‌های فرهنگی دست می‌زند.»
به‌وجود آمدن ادبیات ارمنی در تاریخ ارمنیان دارای اهمیت عظیم فرهنگی، سیاسی و اجتماعی گردید.

## ادبیات ارمنی در سده پنجم میلادی
در سده پنجم پس از اختراع حروف، ادبیات خود ویژه ارمنی به وجود آمده و ترقی نمود. در عین حال کتب متعددی از زبان‌های یونانی و آشوری ترجمه گردید.
آثار ترجمه شده به‌طور عمده کتاب‌های مذهبی بودند که از حیث فن ترجمه (کتاب مقدس، تفسیرها و نطق ها) ی هوهان وسکبران،(به معنی زرین کلام) و «وقایع‌نامه» اوسبیوس قیصری و غیره را می‌توان ذکر نمود.

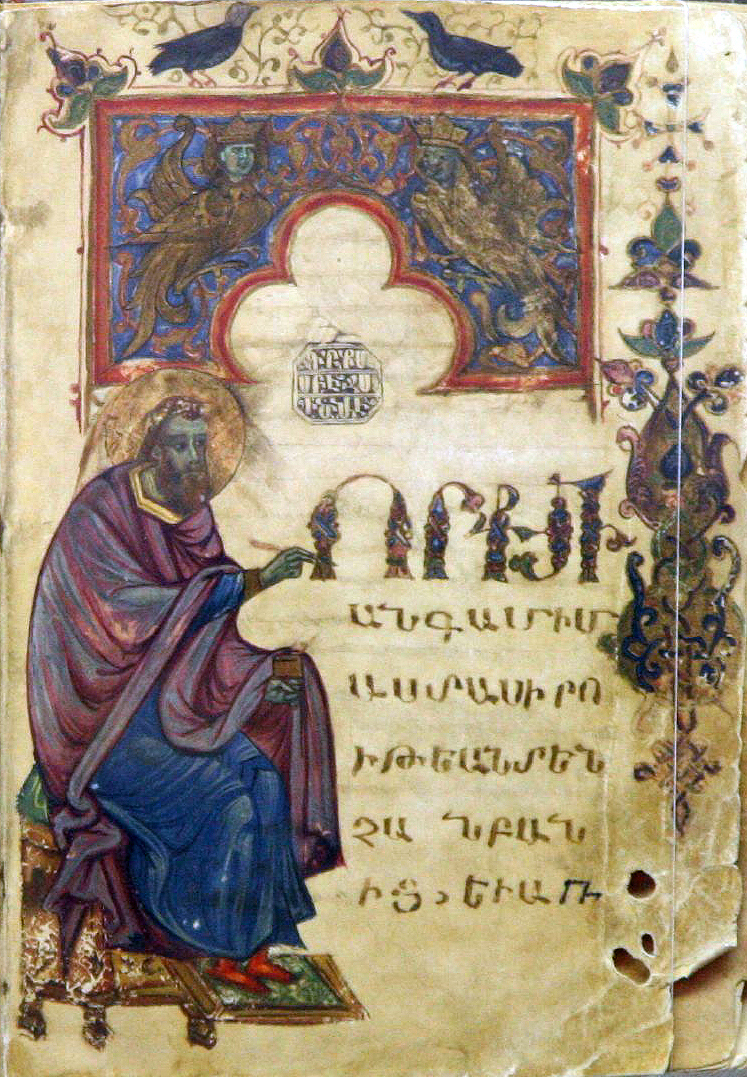
داویت آنهاغت

از اولین مؤلفین ارمنی که در عین حال به ترجمه کتب نیز اشغال داشته می‌توان مشهورترینشان یعنی مسروپ ماشتوتس، یزنیک کوغباتسی، گوریون، «هوسپ پاغناتسی» و «هوهان یگغیاتسی» و یکی از مؤثرترین سازماندهندگان ادبیات ارمنی یعنی ساهاک پارتو را باید نام برد که غازار پاربتسی دربارهٔ وی نوشته است: 
«با دانش کامل خود از بسیاری از دانشمندان یونان برتر بود. او واقعاً بر حروف صدا دار و فن بیان و نطق تسلط داشت. به ویژه از فلسفه اطلاع کامل داشت.»
ادبیات ترجمه‌ای ارمنی پیوسته پس از سده پنجم ادامه یافت. این ادبیات از این نظر برای تاریخ و فرهنگ اهمیت داردکه چون متن‌های اصلی برخی از آثار ارزشمند یونانی که گم شده و به دست ما نرسیده‌اند، دانشمندان فقط با استفاده از متن‌های ترجمه شده ارمنی می‌توانند بر کم و کیف آن‌ها آگاهی یابند.
پس از بنیان‌گذاری ادبیات ملی ارمنی در سده پنجم، به ویژه تاریخ نویسی، نطق مذهبی و ادبیات تذکره نویسی، اشعار کلیسا، فلسفه و غیره ترقی نمود. از ناطقین و فلاسفه این دوران یزنیک کوغباتسی
با کتاب «ضد فرقه‌ها» یا «تکذیب فرقه‌ها». داویت آنهاقت با کتاب‌های «مرزهای حکمت» و «تفسیر سهویات ارسطو» و سایر آثار، هوهان مانداگونی را با «نطق ها» یش باید نام برد. این چهره‌ها از تحصیل‌کرده‌ترین شخصیت‌های عصر خود بودند. لیکن از حیث اهمیت اجتماعی-تاریخی و ارزش‌های علمی آثار خود، آگاتانگلوس، کوریون، پاوستوس بوزاند، مؤسس خورناتسی، یغیشه وارداپت و غازار پاربتسی، مشهورتر هستند و در عین حال که تاریخ‌نویس هستند از عالی‌ترین نمایندگان و چهره‌های ادبیات کهن ارمنی به‌شمار می‌روند.
جریان عادی ترقی ادبیات نمی‌توانست مجزا از مبارزه طبقاتی آن عصر باشد. بدین ترتیب معلوم می‌شود روحانیت مسیحی که مبین منافع فئودال‌ها بود با موتیف‌ها و تم‌های دنیوی موجود در ادبیات مخالف بود و رفتار بسیار منفی نسبت به فولکلور مردمی داشت. سبک‌های ادبیات اصیل هنری فقط به صورت اشعار مربوط به مراسم کلیسا کتباً حفظ می‌شد که با محتوای مذهبی-جزم اندیشانه خود نمی‌توانستند بیانگر ارزش‌های عالی هنری باشند. فقط مورخین از اوضاع اجتماعی، روابط سیاسی و فولکلور مردمی صحبت می‌کنند.
این امر که از سده پنجم هیچگونه اثر کتبی کامل هنری و دنیوی به ما نرسیده‌است، نشانگر این مطلب است که دوران شکل‌گیری ادبیات چنان مسائلی وجود داشت که مانع از شکل‌گیری و پیشرفت ادبیات هنری و دنیوی بودند.
برخی نهضت‌های دهقانی و مذهبی به عنوان تبلوری از مبارزه طبقاتی علیه فئودالیسم، در داخل کشور بوقوع می‌پیوست. از این رو حکومت کلیسا که در آن زمان از حیث اجتماعی مقتدر بوده و امور مدارس و ادبیات را در دست داشت، از یک سو به پیشرفت و ترقی ادبیات مذهبی-کلیسایی همت می‌گماشت و از دیگر سو در قبال فولکلور مردمی و جنبه‌های دنیوی ادبیات روش خصمانه‌ای اتخاذ می‌نمود. مثلاً یکی از مؤلفین دینی سده پنجم یعنی هوهان مانداگونی در مورد هنر عاشق‌ها و نمایش‌های تئاتری عاشق‌ها در نطق‌های خود با انزجار صحبت می‌کند.
همچنین می‌دانیم که چگونه دانشمندان تاریخ‌نگار مورد تعقیب و آزار ناآگاهانه قرار می‌گرفتند زیرا آنان در قبال حکام دیدگاه انتقادی داشتند.
بدین ترتیب از همان آغاز دوران پیدایش ادبیات ارمنی ما شاهد هستیم که پیکارها و مبارزات نیروهای زحمتکش بر علیه فئودالیسم و نیز مبارزه قشرهای داخلی فئودالیسم چگونه انعکاس خود را در تاریخ ادبیات گذارده و در طول سده‌های میانه تماماً با ترقی محافل ادبی و ویژگی‌های آن وابسته بودند.
صرف نظر از تمام موانع و تعقیب‌ها و آزارها، ادبیات ارمنی در سده‌های میانه به همت مؤلفین و مورخین ارمنی به علت ارزش‌های ادبی و شناخت علمی خود در ادبیات جهانی دارای اعتبار و اهمیت گردید. آثار تاریخی دنیوی که مؤلفینشان از نمایندگان بارز و چهره‌های پیشرو علوم در عصر خود بودند، بدست ما رسیده‌است.

## تاریخ نویسی قدیمی ارمنی
آثار مؤلفان و مورخان ارمنی در سده‌های میانه در زمره بهترین کتب قرار دارند. این‌ها به لطف برخی ویژگی‌های ادبی خود در زمان باستان جانشین بعضی از قطعه‌های ادبی و رمان‌ها می‌شدند که به صورت کتبی وجود نداشتند.
مورخین ارمنی از لحاظ محتوای ایدئولوژیک آثارشان پر آوازه شدند. معمولاً هم‌زمان با این که آن‌ها به خواهش برخی شاهزادگان فئودال کتب تاریخ می‌نوشتند، بهترین آن‌ها به عنوان متفکرین پیشرو عصر خود و افرادی پر قریحه و پراستعداد بدان درجه رسیده‌اند که بیانگر فقط منافع حکومتی فئودال‌ها و در نهایت منافع حکومت مرکزی کشور بودند.
یکی از دلایل این است که بسیاری از آنان تاریخ خود را به جای اینکه به نام خانواده فئودالی حامی
بنویسند آن‌ها را تحت عنوان «تاریخ ارمنیان» می‌نگاشتند.
مورخان و مؤلفان برجسته ارمنی در سده پنجم عبارتند از آگاتانگلوس، پاوستوس بوزاند، یغیشه وارداپت و غازار پاربتسی.

## ادبیات ارمنی در سده‌های شش و نه میلادی
هیچ اثری از نوشته‌های مورخان سده ششم به ما نرسیده‌است. از طرفی بخاطر فشارهای دینی -مذهبی امپراتوری روم شرقی، و از طرف دیگر بواسطه مبارزه طبقاتی زحمتکشان بر علیه نظام ارباب رعیت و ضرورت مبارزه با جنبش مذهبی طرفدار آن، در این دوران ادبیات فلسفه مدرسی دینی ترقی نمود.
از چهره‌های ادبیات دینی باید: «پتروس اسقف سیونیک»، «مؤسس یغیوادتسی»، جاثلیق‌ها: «آبراهام» و کومیتاس وارداپت، «ورتانس»، شاعر: «هوهان مایراوانتسی»، هوهانس ایماستاسر، «استپانوس سیونتسی» و دیگران را نام برد.
در این دوران طبعاً شعر کلیسایی نیز باید ترقی می‌نمود. البته ارجحیت ادبیات دینی -اسکولاستیک بدین معنی نیست که تفکرات دنیوی هیچ انعکاسی در ادبیات پیدا نکردند. در سده هفتم دوره‌ای به وجود آمد که دوره ترقی هنرها، علوم و تاریخ‌نویسی بود. از این حیث معماری سده هفتم قابل ذکر است.
داوتاک کرتوغ شاعر در سده هفتم می‌زیست و از او منظومه «دربارهٔ قتل ریاکارانه شاهزاده جوانشیر آلبانیا»
به ما رسیده که یکی از نمونه‌های قدیمی ادبیات دنیوی و هنری ارمنی است.
با صحبت در مورد جنبه‌های دنیوی ادبیات در سده هفتم نمی‌توان از ترجمه‌های انجام شده در این دوره یاد نکرد.
در زمره ترجمه‌ها بجز برخی آثار فلسفه یونان باستان، آثار مشهور ادبیات هنری بچشم می‌خورند من جمله «امثال یزوپوس» و کتابی تحت عنوان «ادیب» اثر مؤلف ناشناس که مجموعه‌ای از مطالب امثال گونه است.
لشکر کشی اعراب مانعی در پیشرفت ادبیات و فرهنگ نوخاسته ارمنی در سده هفتم و باعث اختلال در ترقی زندگی اجماعی ارمنیان گردید. در سده هشتم، در شرایط جنگ و جدال‌های ممتد، فرهنگ نمی‌توانست سیر طبیعی پیشرفت خودرا طی کند. کافی است در نظر گیریم که برطبق داده‌های موجود، بیش از ۵۰ اسم از مورخان و مؤلفان سده هفتم به مارسیده‌است در حالی که از سده هشتم فقط اسامی ۴ نفر از مؤلفین بر ما روشن است.

## ادبیات شفاهی مردمی

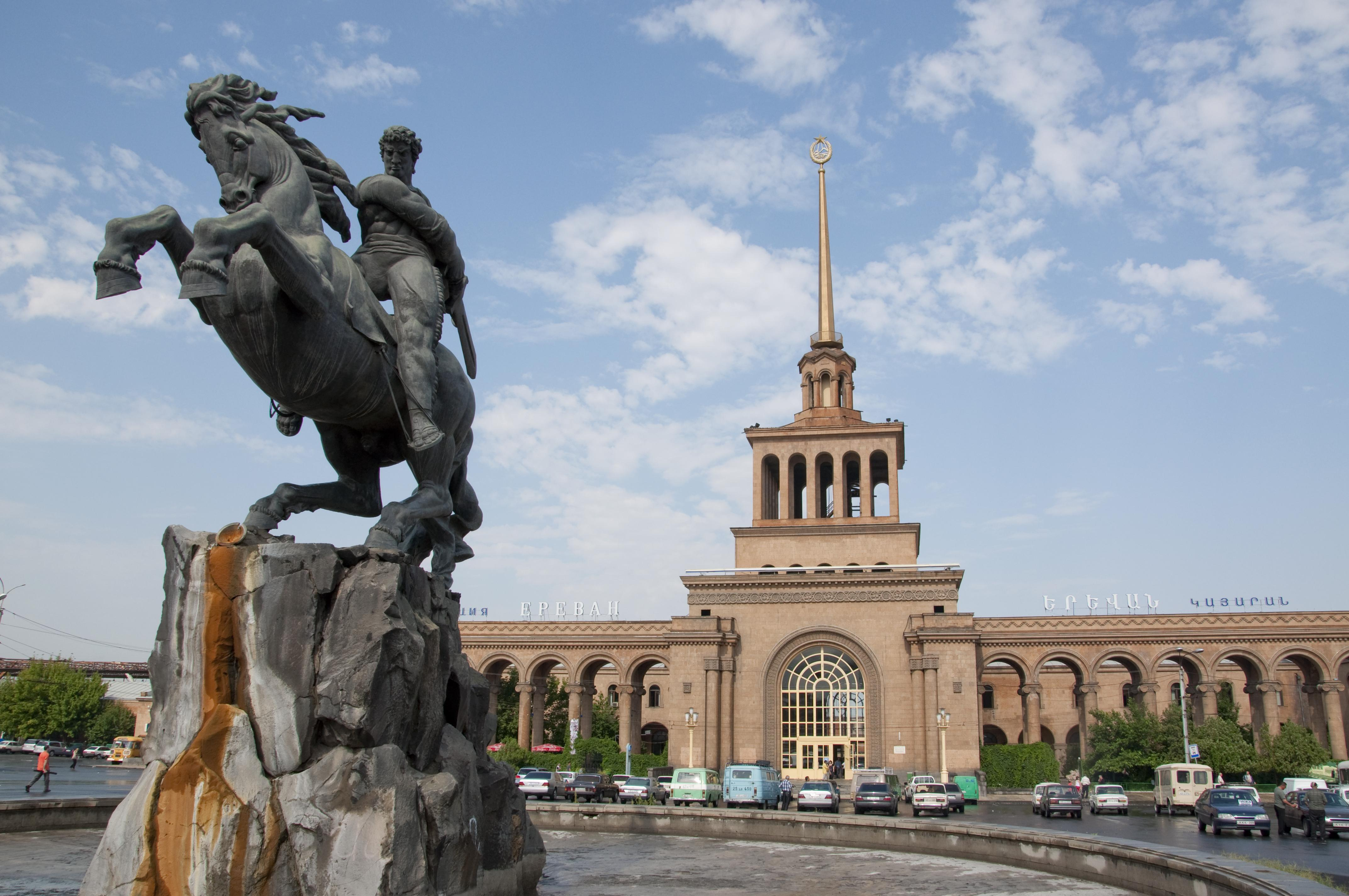
تندیس داوید ساسونی

داستان حماسی و افسانه‌ای ساسونتسی داویت دارای ارزش‌های والای آرمانی و زیبائی شناسانه است. مردم قهرمان سمبولیک خود داویت را با ویژگی‌های عالی و برجسته فوق انسانی پرورده‌اند. میهن پرستی سوزان و لغزش ناپذیر، انسان‌دوستی، مهرورزی و دلبستگی به زحمتکشان و ستمدیدگان از هر ملیت و نژاد، خوشبینی و امید به پیروزی نیکی و زیبائی و عدالت بر پلیدی و زشتی و ستم، از ویژگی‌های ذاتی این قهرمان ملی افسانه‌ای است.
حماسه ملی ساسونتسی داویت که از چهار بخش (ساناسار و باغداسار، مهر بزرگ، داویت، مهر کوچک)، تشکیل یافته به بسیاری از زبان‌های دنیا ترجمه گردیده و در میان ملت‌های جهان اثری شناخته شده‌است.
از آنجایی که در حماسه ملی افسانه‌ای یاد شده جز «داویت» و «مهر» قهرمانان دیگری نیز وجود دارند، آن را «دلیران ساسون» و «شجاعان ساسما» نیز می‌نامند.

## آغاز ادبیات مکتوب
«گیرک پیتوئیتس» یا «کتاب پیتو» را باید نخستین و قدیمی‌ترین اثر ادبیات مکتوب ارمنی به‌شمار آورد. این کتاب حاوی سه بخش است که در یک بخش آن پیرامون زندگی یونانی سخن می‌رود، در بخش دیگر فولکلور عبرانی گردآوری شده و بالاخره در بخش سوم کتاب پیرامون مسائل گوناگون ادبی، علمی، فلسفی، منطقی و اجتماعی مطلبی درج گردیده است.
در این کتاب که یگانه سند ادبی تاریخ باستان ارمنی است دربارهٔ هومر، هزیود، مناندر و اوریپید سخن به میان آمده و مطالبی دربارهٔ فولکلور یونانی نگاشته شده‌است. نگارنده کتاب مزبور پاره‌ای از صفحات کتاب را نیز به بحث دربارهٔ سقراط، فیثاغورس، دیوژنوس، فریاندروس، هرودوت و خطیب نامدار آتن دموستن، اختصاص داده است.
از طریق همین کتاب بوده که از سده پنجم به بعد خواننده ارمنی با افکار و عقاید فلسفی و ادبی کلاسیک یونان آشنا شده‌است. نگارنده گیرک پیتوئیتس در اثر خود هومر، را "سرور شاعران"،"شاعران بزرگ" و "پدر شاعران" نامیده و به هزیود، "برگزیده‌ترین شاعر" و "اولین شاعر سراینده کار و زحمت" لقب داده است. در کتاب پیتو که در سده پنجم میلادی به رشته تحریر درآمده‌است و نام مؤلف آن به درستی معلوم نیست بسیاری از هنرمندان و دانشمندان اعصار باستان از جمله تالس و سولون نیز به خوانندگان معرفی شده‌اند و مباحثی به گیاه‌شناسی، فنون خطابت و هنرهای گوناگون اختصاص یافته‌است.
عده‌ای از صاحبنظران این کتاب را تألیف مؤسس خورناتسی می‌دانند، لیکن به عقیده بسیاری دیگر از محققین که مقنع تر می‌نامید، کتاب پیتو تألیف شخص واحدی نیست. بلکه مجموعه‌ای است از نوشته‌های روشنفکران پیشرو و طرفدار فرهنگ و علوم یونان باستان است.

## شعر غنایی ارمنی
در میان ارمنیان در ازمنه باستان شعر و موسیقی با هم بوده‌اند و آوازخوان و نوازنده در عین حال شاعر نیز بوده‌است. پس از جدائی شعر از موسیقی، شعر مذهبی ارمنی همواره در کلیسا با موسیقی همراه ماند. حال آن که شعر غیر مذهبی دکلمه می‌شد و با موسیقی همراه نبود.
شعر غنایی ارمنی سده‌ها دارای محتوای مذهبی بوده و در آن‌ها عیسی مسیح و مریم مقدس یا روحانیون طراز اول کلیسا، تحسین و تقدیس شده‌اند.
مستقل از شعر کلیسائی رسمی، مردم طی سده‌ها شعرهای دلخواه خود را سروده‌اند که در آن‌ها مفاهیم طبیعی و حالت‌های انسانی مانند عشق، شادی، شراب، لذت‌های حسی و اندوهان جان انسان بازتاب یافته‌است. این گونه شعرها را «عاشق»‌ها یعنی نوازندگان و سرایندگان و خوانندگان دوره گرد آفریده‌اند و خود به آوز خوانده‌اند. به رغم مقابله شدید کلیسا با هنری که از زندگی دنیوی و عواطف انسانی مایه می‌گرفت، شعر و آواز عاشق‌ها در ادبیات شفاهی ارمنی از سده‌های چهارم و پنجم میلادی وجود داشته‌است.

## شاهنامه فردوسی و ادبیات ارمنی
ادبیات خلقی سده سیزدهم و چهاردهم ارمنی از منظومه مردمی شاهنامه حکیم ابولقاسم فردوسی طوسی، تأثیراتی بر خود پذیرفته‌است. در دوران سلجوقیان، آوازخوانان و نوازندگان دوره گرد و نقالان ایرانی که روستا به روستا و شهر به شهر می‌رفتند، اندک اندک وارد روستاها و شهرهای ارمنستان شدند و در میان مردم به نقل اشعار و داستان‌های شاهنامه پرداختند.
داستان‌ها و مضامین شاهنامه چنان از سوی توده‌های ارمنی مورد استقبال قرار گرفت که حتی در صومعه‌ها و کلیساها نیز به نقل آن‌ها می‌پرداختند. بدین ترتیب شاهنامه در میان کشیشان و صومعه نشینان نیز طرفدارانی پیدا کرد و از گستانتین یرزنگاتسی که خود شاعر و کشیش کلیسا بود، خواسته شد تا اشعاری با آهنگ و مضامین شاهنامه به سراید. یرزنگاتسی نیز شعرهایی با آهنگ و لحن شاهنامه سرود که مورد استقبال فراوان واقع شدند.
گریگور نارکاتسی نیز برخی اشعار در شباهت با شعرهای شاهنامه سروده است و این خود بیانگر آن است که شاهنامه فردوسی حتی در سده دهم میلادی نیز در ارمنستان اثری شناخته شده‌است.
اسناد ارتباط فرهنگی و وجود علایق مشترک بین ملت‌های ایران و ارمنستان نه در سده‌های دهم و سیزدهم میلادی، بلکه خیلی پیش تر از آن، یعنی در سده پنجم در اثر پدر تاریخ ارمنستان موسس خورناتسی به چشم می‌خورد.
سند تاریخی رواج اساطیر ایران در ارمنستان و مورد علاقه ملت ارمنی بودن آن‌ها، در کتاب تاریخ ارمنستان خورناتسی به خوبی منعکس است. وی از اساطیر ایرانی که مورد علاقه ارمنیان بوده به‌طور عام و از رستم و ضحاک به‌طور مشخص نام می‌برد.
استقبال ملت ارمنی از قهرمانان حماسی افسانه‌ای ایران در برجسته‌ترین و ارزشمندترین اثر ملی ارمنیان یعنی ساسونتسی داویت نیز تجلی یافته‌است.
ملت ارمنی یکی از قهرمانان حماسی افسانه‌ای ایرانی یعنی زال را در اثر بی‌همتای ذوق و هنر ملی خود، با قهرمان حماسی اش داویت برادر کرده‌است. این خود اشاره‌ای سمبولیک است به عشق برادرانه دو ملت که در آن روزگار هر یک به گونه‌ای تحت ستم شاهی مستبد و خودکامه، رنج می‌کشیده‌اند.
در دوره‌ای از شعر غنایی ارمنی علاوه بر جهان روانی-عاطفی شاعر و اعتقادات فلسفی و مذهبی اش، مسائل اجتماعی-تاریخی و گذشته‌های دور و نزدیک تاریخ نیز تصویر شده‌است. این روند از سده دوازدهم میلادی در شعر ارمنی آغاز گردیده و شاعران بسیاری، شخصیت‌های تاریخی یا حماسی-ملی را در آثار خود جان بخشیده‌اند.
«گریگور دقا»، استپانوس اُربلیان، هتوم دوم، «گریگور تسترنتس»، «آراکل سیونه‌تسی»، «میناس توخاتتسی»، «خاچاطور گچارتسی»، «آراکل باغیشه‌تسی» و «آبراهام آنگیوراتسی» از جمله این شاعران هستند.
شعری از هوهانس تومانیان:
«چنین گفته است از زمان‌های کهن، فردوسی جاودان، بلبل فارسی سخن.
چه گردد چیره بر مرد تهمتن اگر نبود شراب و زن.»

## شعر عاشقی در ادبیات ارمنی
«عاشق» به زبان ارمنی، گوسان خوانده می‌شود.

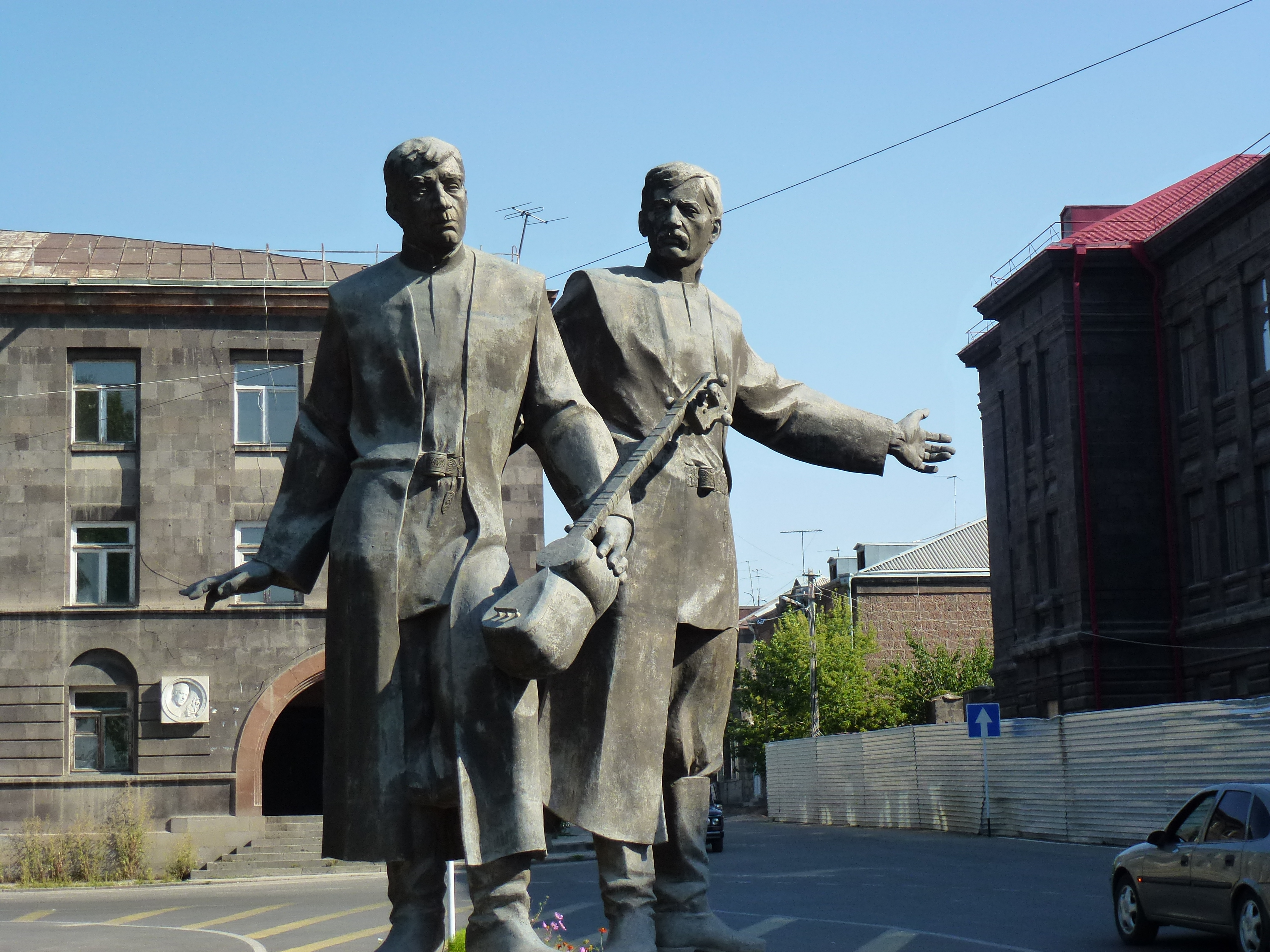
تندیس دو گوسان در شهر گیومری

شعر «عاشقی ارمنی» یکی از عرصه‌های پربار و غنی آفرینش هنری فولکلوریک و ادبی است. شعر عاشقی در ادبیات ارمنی دارای اهمیت فراوانی است و بخش نسبتاً بزرگی از ادبیات شفاهی و مکتوب این ملت را به خود اختصاص می‌دهد. عاشق‌ها مقبول‌ترین و محبوب‌ترین نغمه پردازان و سرایندگان مردم هستند و هنر آن‌ها با توده‌های وسیع مردم نزدیکی و ارتباط معنوی دیرسال و استوار دارد.
در شعر عاشقی احساس و آرزوی مردم بهتر و کامل تر از دیگر عرصه‌های ادبیات فولکلوریک بازتاب می‌یابد. چرا که عاشق با توده‌های زحمتکش شهر و روستا ارتباط ناگسستنی دارد و خود از میان آن‌ها برخاسته است. عاشق‌ها طی قرن‌های فراوان تاریخ با مردم زیسته و از مردم الهام گرفته‌اند و هنر آن‌ها در واقع هنر خود مردم است. به همین علت نیز عاشق‌ها همواره در آغوش و قلب مردم ساده و زحمتکش جا داشته‌اند و از احترام و محبت بی شایبه آنان بهرمند شده‌اند. بسیاری از شعرهای عاشقی دارای ارزش‌های والای اخلاقی-انسانی هستند و عدالت و نیکی و مهرورزی به انسان و نوعدوستی را تبلیغ می‌کنند و با هر آنچه که ارزش‌های انسانی و اخلاقی را به تباهی تهدید می‌کند، به ستیز بر می‌خیزند.
در سده‌های چهارم و پنجم میلادی ناحیه موسوم به گُقتان از مراکز عمده تجمع گوسان‌های ارمنی بوده‌است. مضمون اشعار عاشوق‌های دوره‌های یاد شده عبارت بود از وصف زندگی اشراف و نجیب زادگان، تمجید و تحسین از جود و کرم آن‌ها، تصویر مناظر طبیعی و فصول سال، بیان احساس‌های عاشقانه، توصیف زیبایی و لذت زندگی و در مقیاس اندکی نیز روایت برخی داستان‌های به افسانه آمیخته تاریخی.
شعر عاشقی از اواخر سده شانزدهم میلادی به‌طور جدی و چشمگیر در ادبیات ارمنی پا گرفت، در نیمه سده هفدهم در میان توده‌های مردم رواج گسترده‌ای یافت و در سده هجدهم به اوج شکوفایی خود رسید.
گوسان‌های ارمنی به دلائل زمانی-اجتماعی به موازات سرودن و خواندن ترانه‌های ارمنی، ترانه‌هایی نیز به زبان‌های آذری، ترکی، گرجی و گاهی فارسی سروده و به آواز خوانده‌اند. ناقاش هوناتان با ترانه‌ها و آهنگ‌های دلنشین و گرایش از چهرهای برجسته ادبیات عاشقی سده هفدهم ارمنی است.
در سده هجدهم سایات‌نووا ادبیات عاشقی ارمنی را در سایه نبوغ هنری اش به اوج رسانده و نام خود را به عنوان شاعر و عاشوق نابغه و بی‌همتاترین چهره ادبیات عاشقی ارمنی جاودانه کرد.
«هوهانس کاراپتیان» معروف به شیرین و جیوانی از برجسته‌ترین شخصیت‌های ادبیات عاشقی ارمنی به‌شمار می‌آیند.

## ادبیات نوین ارمنی
مکتب ادبی کلاسیسیسم از اواخر سده هجدهم میلادی در ادبیات ارمنی شکل گرفت و گسترش یافت و تا دهه شصت سده نوزدهم همچنان به مثابه مکتب مسلط ادبی به حیات خود ادامه داد و از آن پس مکتب رمانتیسم و رئالیسم ابتدائی ارمنی، از میدان رانده شد. تأثیر ادبیات کلاسی سیستی اروپای غربی و روسیه بر مکتب کلاسی سیستم ارمنی از جنبه اسلوب‌های زیبایی شناسه پایه دار و عمیق بود.منتها اگر کلاسی سیست‌های اروپائی تاریخ و اساطیر و افسانه‌های یونان و روم باستان را سرمشق خود برای آفرینش‌های ادبی قرار می‌دادند، کلاسی سیست‌های ارمنی از تاریخ و اساطیر و افسانه‌های باستانی ملت خود مایه می‌گرفتند.
در ساله‌های ۱۸۲۰–۱۸۳۰ میلادی تغییرات محسوسی در عرصه ادبیات ارمنی احساس شد. روند مبارزه با مکتب کلاسیسیسم از سوی مکتب ادبی نوین یعنی رمانتیسم آغاز گردید. پرداختن به زندگی مردم، مسائل روزمره اجتماعی و موضوع انسان معاصر با همه آرزوها و امیدها و دنیای روانی اش به اصلی‌ترین هدف ادبیات بدل شد و در آن مسائل اجتماعی-تاریخی و افکار آزادی‌خواهانه ملی جای ویژه‌ای را اشغال کرد.
برجسته‌ترین و اصلی‌ترین نقش را در توسعه و رشد ادبیات نوین ارمنی، نویسنده نامدار خاچاطور آبوویان که به عنوان پدر ادبیات نوین ارمنی شناخته می‌شود ایفا کرد .
روند شکل‌گیری شعر نو ارمنی در واقع از دهه‌های سی و چهل سده نوزدهم میلادی، از طریق اشاعه شعرهای شفاهی که به «باسکویل» معروف بودند و دهان به دهان نقل می‌شدند و اشعار موزون به «بامفِلت» که نوعی شعر هجو و انتقادی بودند، آغاز شد. در این‌گونه شعرها سرایندگان آن‌ها دشمنان مردم و ریاکاران دوست نما را که با سوءاستفاده زیرکانه از علایق ملی، به فریب و غارت مردم می‌پرداختند، افشاء و رسوا می‌کردند.
تعدادی از شاعران ارمنی:(دانیل واروژان، روبن سواگ، سیامانتو، هوانس تومانیان، آوتیک ایساهاکیان، بارویر سواگ، سیلوا کاپوتیکیان، هوانس شیراز)
- شعری از ساقاتل هاروتیونیان، (من در برابر تو)

| من در برابر تو معصوم، معصوم            |  | مثل بره     |
| من در برابر تو سر به زیر و سبز         |  | مثل درخت    |
| من در برابر تو در تلاطم از شادی        |  | مثل آب      |
| من در برابر تو بی کلامی گدازنده        |  | مثل آتش     |
| من در برابر تو لطیف و ملایم            |  | مثل نسیم    |
| من در برابر تو توفانی و دیوانه         |  | مثل دریا    |
| من در برابر تو استوار و سخت            |  | مثل درخت    |
| من در برابر تو سنگین و بلند            |  | مثل کوه     |
| من در برابر تو در کار آب شدن           |  | مثل برف     |
| من در برابر تو فرو ریخته و در هم شکسته |  | مثل ستون    |
| من بی تو ویرانه و متروک                |  | مثل یک خانه |

## وزن و قافیه و قالب در شعر ارمنی
همچنان‌که برخی نشانه‌های اشعار توده‌های مردم و سرایندگان گمنام در کتب تاریخی مکتوب به خط ارمنی سده پنجم میلادی، از جمله در تاریخ ارمنستان موسس خورناتسی، به نوازندگان و سرایندگان دوره گرد منسوب است و از آن میان شعری از تولد واهاگن اساطیری حکایت می‌کند که ترجمه آن این‌گونه است:
آسمان دردِ زِه داشت و دردِ زِه داشت زمین
به درد زایمان گرفتار بود بحر ارغوانین
نی سرخ‌فام در نیستان بحر بیکران
لرزان همی بود از درد زایمان
از گلوگاه نی دود همی خاست روان
دوان شد از آن شعله‌ها میان
پسر گیسو طلای نوجوان
او داشت آذرگون زلفان
ریشی چون شعله‌ها لرزان
داشت دو چشم چون خورشید رخشان
تعیین دقیق این که در ادوار پیش از پیدایش زبان نوشتاری ارمنی، وزن شعر به چه صورتی و مبتنی بر کدام قواعد بوده‌است، کاری ناممکن می‌نماید. لیکن اگر به نظریه‌ای که اکثر دانشمندان زبان‌شناس آن را پذیرفته‌اند، استناد کنیم، آنگاه باید بپذیریم که وزن شعر ارمنی در ادوار پیش از کتابت، «وزن کمی» یا «وزن امتدادی» بوده‌است.
سنت وزن‌شناسی در شعر سنجش وزن شعر «متریکا یا داقاچاپوتیون» و بررسی چند و چون آن توسط صاحبنظران ارمنی نخستین بار از طریق ترجمه قواعد دستوری زبان یونانی و دیگر آثار ادبی هلنیستی، وارد ادبیات ارمنی گردید و وزن شعر ارمنی، با اقتباس از وزن شعر یونانی جدید که وزن ضربتی یا آهنگین بود. به صورت خود ویژه تکامل پیدا کرد. با این حال به ویژه در اشعار کهن ارمنی نشانه‌های فراوانی از «وزن عددی» دیده می‌شود. یعنی واژه‌های شعر به گروه‌هایی تقسیم می‌شوند که عدد هجاها (سیلاب‌ها) ی هر گروه با گروه دیگر متساوی است بدون آن که ویژگی‌های دیگر اصوات واژه‌ها در نظر گرفته شده باشند. وزن عددی را معمولاً به اشتباه «وزن هجایی» نیز می‌نامند.

### قافیه
در شعرهایی که به سرایندگان و نوازندگان باستانی دوره گرد منسوب است و چه در شعرهای قدیمی غنایی کلیسایی که به «شاراکان» معروف هستند و با همراهی موسیقی خوانده می‌شوند، از قافیه اثری نیست. شعر ارمنی نیز مانند شعر بسیاری دیگر از زبان‌های دنیا قافیه را از شعر عرب به عاریت گرفته‌است. لیکن قافیه بندی در شعر ارمنی دارای آن قواعد پیچیده قافیه پردازی در شعر عربی و فارسی نیست.

### وزن و قافیه در شعر امروز ارمنی
شعر امروز ارمنی نیز مانند شعر بسیاری دیگر از ملل معاصر، همگام با زمان دگرگونی‌هایی در وزن پذیرفته‌است. شاعر اکنونی شعر خود را ملزم به رعایت دقیق یکسانی نواخت‌های واژگان مصرع‌ها یا خط‌های شعر، نمی‌کند و اگر ضرورت محتوا ایجاب کرد، ناگزیر ریتم و آهنگ خط‌های شعر را نیز-جابه‌جا- از هم می‌گسلد. گاه نیز شاعری چون سیامانتو، شعر خود را از قید وزن و آهنگ آزاد می‌کند و آن را به شعر نثر گونه بدل می‌کند.
قافیه نیز در شعر معاصر ارمنی، همچنان‌که در شعر معاصر فارسی و در شعر بسیاری دیگر از زبان‌ها، صنعتی نالازم و گاه مضر تلقی می‌شود. لیکن اگر ضرورت بیانی شعر ایجاب کرد، شاعران از آن تن نمی‌زنند.

### قالب‌های شعر ارمنی
قالب‌ها و ژانرهای شعری ارمنی بسیار متنوع است. برخی از این قالب‌ها خاص شعر ارمنی است و برخی نیز از شعر زبان‌های دیگر به عاریت گرفته شده‌است. مانند رباعی و غزل که در شعر عربی و فارسی و دیگر ملل شرقی متداول است یا آن که «سونات» و «بالاد» و «سِرِناد» که در شعر و موسیقی بسیاری از ملل اروپایی مورد استفاده قرار می‌گیرند.
- پوئم:این قالب منظومه بلند داستانی است که در آن شاعر داستانی تاریخی یا رویدادی اجتماعی، یا آن که قصه‌ای افسانه‌ای یا عشقی را به نظم در می‌آورد.
- غزل:این قالب خاص بیان عواطف شاعر و احساس‌های عاشقانه است.
- رباعی و چهارپاره:در این نوع شعر که از چهار مصرع تشکیل می‌شود، عواطف عاشقانه یا مفاهیم فلسفی و عرفانی بیان می‌گردد.
- هشت پاره:این ژانر شعری ارمنی از هشت مصرع تشکیل می‌شود، و مضمون آن بسته به میل شاعر متفاوت است.
- بالاد:نوعی منظومه کوتاه است که شاعر در آن به بیان حوادث و پدیده‌هایی که مایه بروز احساس‌ها و عواطف خاصی در وی شده‌اند می‌پردازد.
- سِرِناد:سرناد را می‌توان در فارسی (شبانه)، هم ترجمه کرد. نوعی شعر است که شاعر در آن به بیان احساس‌هایی که بگونه‌ای با شب در ارتباط اند، می‌پردازد.
- سونات:این قالب شعری ارمنی از چهارده مصرع تشکیل می‌شود که هشت مصرع اول از دو چهار پاره عبارت است و شش مصرع آخر از دو بند سه مصراعی، سونات می‌تواند مضامین گوناگونی داشته باشد.
- نِربوق:این واژه را در فارسی می‌توان (مدیحه)، ترجمه کرد. نربوق قالبی است که شاعر در آن به مدح و ثنای شخصی یا پدیده خاصی می‌پردازد.
- تریولت:یکی از قالب‌های شعری ارمنی است که از هشت مصرع تشکیل می‌شود. مصرع اول تریولت به جای مصراع‌های چهارم و هفتم و مصرع دوم آن به جای مصرع هشتم، تکرار می‌شود. در مجموع هشت مصرع این قالب تنها دو قافیه بکار برده می‌شود.
- داق:در زبان ارمنی داق به‌طور کلی به شعر و ترانه گفته می‌شود ولی در عین حال خود یک ژانر شعری خاص نیز به‌شمار می‌رود. در این ژانر نیز شاعر به بیان احساس‌ها و عواطف عاشقانه یا شاعرانه خود می‌پردازد.
- اِلِگیا:نوعی از شعر است که شاعر در آن به بیان احساس‌های سوگوارانه و تراژیک می‌پردازد. این واژه را در فارسی می‌توان (سوگواره)، ترجمه کرد.
- آکروستیکوس:قالب خاصی برای شعر است که در آن حروف اول یا دوم یا سوم مصراع‌ها نام شخصی یا کلمه و جمله‌ای معین را که مورد نظر شاعر است، تشکیل می‌دهند.
- اِکسپرومت:اکسپرومت قالب خاص بدیهه سرایی است و به شعری که فی البداهه سروده شده باشد گفته می‌شود.
- بامفلِت و باسکویل:این دو قالب شعری برای سرودن اشعار هجو به کار می‌روند. در بامفلت و باسکویل‌ها پدیده‌های ناهنجار اجتماعی یا شخصیت‌های اجتماعی، سیاسی، تاریخی با زبان شعر مورد انتقاد و استهزاء قرار می‌گیرند.
- اَستانس (دنِرگ):اَستانس قالب شعر تغزلی کوتاه است که از چهار پاره‌های بهم پیوسته تشکیل می‌شود. چهارپاره‌های استانس با آن که هر یک از لحاظ معنی و سخن مستقل و کامل هستند اما در نهایت بیانگر مضمون اصلی شعر می‌باشند.
- پارودیا:این ژانر شعری ارمنی ویژه شبیه گوئی هزل‌آمیز است. شاعر برای سرودن پارودیا، مضمونی عام یا ضرب‌المثلی مشهور را برمی گزیند و دربارهٔ آن با زبان و سبک شعری خاص دیگر شاعران شعری هزل‌آمیز می‌سراید. آن هم بدین منظور که به خواننده نشان دهد که اگر فلان شاعر دربارهٔ این موضوع شعری می‌سرود این سان می‌بود که من سروده‌ام.
- اِپیگرام:ایپگرام به شعرهای کوتاه طنزآمیز گفته می‌شود. کوتاه‌ترین اپیگرام از دو مصرع و بلندترین آن از هشت مصرع تشکیل می‌شود.
- دیستیکوس:دیستیکوس شعری است که از دو مصرع یا یک بیت تشکیل شود. در فارسی می‌توان به آن (تک بیت)، گفت. مضمون دیستیکوس‌ها می‌تواند فلسفی،انتقادی یا طنزآمیز باشند.

## شعر ارمنی و مکتب‌های ادبی
در عصر حاضر شاعران ارمنی به دو گروه عمده دسته‌بندی می‌شوند:
«شاعران ارمنستانی و شاعران جماعت ارمنیان پراکنده». مکتب ادبی مسلط در شعر شاعران ارمنستان رئالیسم جامعه گرا است و هر شاعری با سبک و بیان ویژه خود، در تکامل زندگی اجتماعی و فرهنگی جامعه نقشی ایفاء می‌کند و با دید خاص خود به تصویر و قضاوت جامعه و زندگی اجتماعی و فردی انسان اجتماع خود و نیز تاریخ و انسان جامعه بشری معاصر می‌پردازد.
شعر شاعران ارمنی خارج از ارمنستان در چهارچوب و مرزهای مکتب ادبی یگانه‌ای نمی‌گنجد. شعر این گروه از شاعران ارمنی، با توجه به جهان بینی شاعر و شرایط جامعه‌ای که او در آن زندگی می‌کند علایق و آرمان‌های اجتماعی-تاریخی و فردی اش به طیف وسیعی از مکتب ادبی گوناگون از نمادگرایی و فراواقع‌گرایی و طبیعت‌گرایی گرفته تا رئالیسم انتقادی و رئالیسم انقلابی، بستگی دارد.
به رغم گوناگونی مکاتب ادبی در شعر این شاعران، کم و بیش یک محور اساسی همگانی و یک ذهنیت واحد در آثار همه آنان چشمگیر است و آن درد غربت و دربدری و حسرت و اشتیاق است.

## احمد نوری‌زاده
احمد نوری زاده تنها شاعر غیر ارمنی جهان است که به زبان ارمنی شعر می‌سراید و برای خوانندگان ارمنی زبان در جمهوری ارمنستان و جماعت ارمنیان پراکنده یک چهرهٔ شناخته شده و محبوب است به حدی که برنامه ریزان آموزشی جمهوری ارمنستان، بخش‌هایی از منظومهٔ «ماسیس کوه نیست» اثر ماندگار وی را به همراه زندگی‌نامه این شاعر ایرانی به عنوان یک درس در کتاب درسی دانش آموزان مقطع دوم راهنمایی مدارس ارمنی زبان گنجانده‌اند که دانش آموزان ارمنی تبار آن را در کتاب ادبیات خود می‌آموزند.
اولین کتابی که از وی به‌طور مستقل انتشار یافت، مجموعه شعری از «گالوست خاننس» شاعر نامدار ارمنی‌تبار ایرانی بود که با نام «قدرت معجزه‌گر» منتشر شد. سال بعد مجموعه دیگری از این شاعر، با نام «سلام بر تو ای انسان» انتشار یافت. بعدها به مرور آثاری از هوانس تومانیان، یقیشه چارنتس، آکسل باکونتس، «هراچیا کوچار» و دیگران را ترجمه کرد که با نام‌های «آی وطن! آی وطن!»، «سروده‌های سرخ»، «۲۶ کمیسر» و «تسولاک» به خوانندگان پارسی زبان عرضه شدند.
به همین جهت در ارمنستان به او فرزند پارسی‌گوی ملت ارمنی لقب داده‌اند.
به یقین مهم‌ترین و ماندگارترین اثر ادبی نوری زاده تاکنون، کتاب منحصر به فرد «صد سال شعر ارمنی» است.

## برای مطالعهٔ بیشتر
- Hacikyan, A. J.; Basmajian, Gabriel; Franchuk, Edward S.; Ouzounian, Nourhan (2005). The Heritage of Armenian Literature: From the Eighteenth Century to Modern Times. Detroit: Wayne State University Press. ISBN 978-0-8143-3221-4.